# 徐向华
徐向华（1965年5月—），男，江苏海安人，中国人民解放军少将，中国人民解放军西部战区陆军原副司令员。

## 生平
徐向华2014年12月晋升少将。2017年，任新调整组建的第74集团军军长，后转任西部战区陆军副司令员。2018年2月24日，当选为第十三届全国人大代表。
2019年10月26日因严重违纪被责令辞去第十三届全国人民代表大会代表职务。